# 2013年の出版
2013年の出版（2013年のしゅつぱん)では、2013年に出版関する出来事についてまとめる。
出版社の設立・倒産、文庫・新刊の創刊。雑誌の創刊・休刊・ミリオンセラーの出版などの記載・特記した場合を除き、創刊・休刊・廃刊・復刊の日付はそれぞれの創刊号・最終号・復刊号の発売日である。

## 出版関する出来事

### 2月
- 12日-双葉社の青年漫画雑誌『COMICすもも』を休刊。

### 3月
- 9日-白夜書房の競輪情報誌『けいりんマガジン』を休刊。

### 7月
- 明文図書が自主廃業した。

### 9月
- 9日-芸文社の建設機械専門雑誌『建機グラフィックス』を創刊。

### 12月
- 26日-世界文化社ファッション誌『Miss』を休刊。

特記した場合を除き創刊・休刊・廃刊・復刊の日付はそれぞれ創刊号・最終号・復刊号の発売日である。